# Большие Дворища
Большие Дворища — деревня в Грязовецком районе Вологодской области России.
Входит в состав Перцевского муниципального образования, с точки зрения административно-территориального деления — в Перцевский сельсовет.
Расстояние по автодороге до районного центра Грязовца — 13 км, до центра муниципального образования Слободы — 23 км. Ближайшие населённые пункты — Рылово, Рамешки, Чуваксино.
По переписи 2002 года население — 81 человек (35 мужчин, 46 женщин). Преобладающая национальность — русские (96 %).